# ۸ مهر
۸ مهر صد و نود وچهارمین روز از سال در گاه شماری خورشیدی است. به پایان سال ۱۷۱ روز (۱۷۲ روز در سال کبیسه) مانده‌است.

## مناسبت‌ها
- روز بزرگداشت مولوی در ایران.[۱]

## رویدادها
- ۱۳۵۹ - انجام عملیات اوسیراک توسط جنگنده‌های اف-۴ نیروی هوایی ارتش جمهوری اسلامی ایران در خاک عراق که منجر به آسیب به تاسیسات اتمی اوسیراک شد.
- ۱۳۸۸ - ثبت جهانی نوروز به عنوان میراث غیر ملموس جهانی، توسط سازمان علمی و فرهنگی سازمان ملل متحد.[۲]
- ۱۴۰۱ - جمعه سیاه زاهدان

## زادروزها
- ۱۲۶۹ - احمد کسروی، تاریخ‌نویس، زبانشناس و پژوهشگر
- ۱۳۲۴ - افشین مقدم، خواننده
- ۱۳۵۹ - مجتبی سمیع‌نژاد، روزنامه‌نگار، نویسنده، وبلاگ‌نویس و فعال حقوق بشر
- ۱۳۶۳ - سامان صفا، فوتبالیست

## مرگ‌ها
- ۱۳۸۰ - مهین دیهیم، بازیگر
- ۱۳۹۲ - محرم بسیم، بازیگر
- ۱۴۰۰ - محمدحسن طریقت منفرد، چشم‌پزشک ایرانی و وزارت بهداشت، درمان و آموزش پزشکی
- ۱۴۰۱ - هستی نارویی، یکی از کشته شدگان جریان جمعه خونین زاهدان
- ۱۴۰۱ - محمداقبال نائب‌زهی، یکی از کشته‌شدگان جریان جمعه خونین زاهدان